# Kasaï (rivière)
Pour les articles homonymes, voir Kasaï.
Le Kasayi ou Kasaï (en portugais Cassai) est une rivière d'Afrique centrale, affluent du Congo. 

## Géographie
La longueur de son cours d'eau est de 2 272 km, et de 2 361 km en prenant compte la longueur depuis la source de la Munyango.
Son débit est de 9 800-12 000 m3/s ce qui en fait l'affluent le plus puissant du Congo.
Au nombre des affluents du Kasaï figurent les rivières Fimi, Kwilu, et Sankuru.  Le tronçon entre le confluent avec la Fimi porte le nom de « rivière Kwa ». Quant à la rivière  Kwango, présentée toujours par erreur comme affluent du Kasai, est par contre l'affluent de la rivière Kwilu.[réf. nécessaire] La rivière Kwango qui descend d'une altitude supérieure à celle du lit de la rivière Kwilu, déverse ses eaux dans cette dernière à Luanie (Bandundu). Celles-ci colorent le Kwilu visiblement jusqu'à plus de 0,5 km de distance.
Le bassin de la rivière Kasaï correspond essentiellement à des zones de forêts vierges équatoriales dans sa partie nord. Au Sud ce sont des savanes arbustives coupées de galeries forestières le long des rivières. Ces galeries s'élargissent au fur et à mesure que l'on se dirige vers le Nord.
La rivière coule en direction S. N. descendant des plateaux de l'Angola, et à chaque étage des gradins qui bordent la cuvette centrale, présente des rapides et des chutes . 

### Affluents principaux
En Angola, de la source à la frontière congolaise
- Munyango
- Mucussuege
- Luau
- Kanduke
- Dembo
- Kasungeshi

De la frontière angolaise à Tshikapa
- Luete
- Lutshima
- Lubembe
- Lwachimo ou Longatshimo
- Tshikapa

De Tshikapa à Ndjoko-Punda
- Lovua

De Ndjoko-Punda à Ilebo
- Kabambaye
- Lulua
- Longwala

D’Ilebo au fleuve Congo
- Lutshwadi
- Sankuru
- Lubundji
- Lwange
- Lubwe
- Kwilu
- Buma
- Lekulu
- Mfimi
- Letomo
- Mbala

## Transport
La rivière Kasaï est utilisée pour les transports fluviaux depuis le fleuve Congo à Kwamouth, sur la partie appelée Kwa jusqu’à Mushie et ensuite sur le Kasaï jusqu’à Ilebo, en passant par Dibaya-Lubwe et Mapangu, et ensuite jusqu’à Djokupunda. 

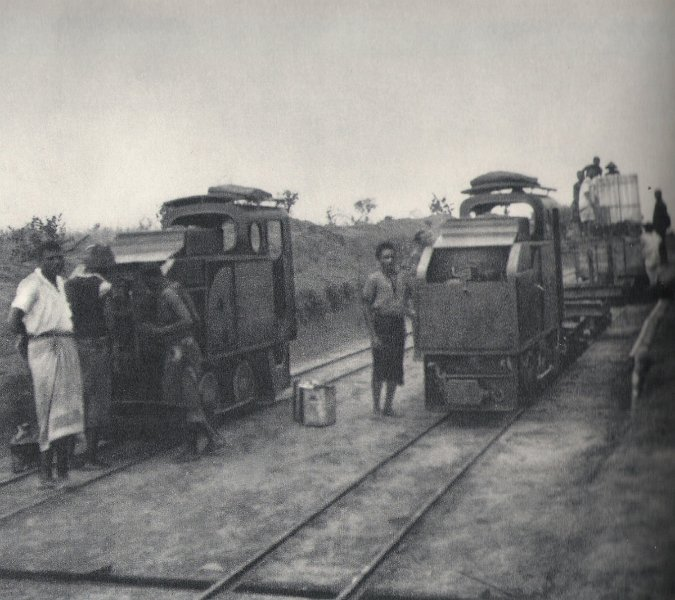
Chemin de fer entre Charlesville et Makumbi, le premier convoi tracté par locomotive à moteur à combustion interne relia ces deux points au mois d'octobre 1926

Le Chemin de fer Charlesville–Makumbi avait été installée pour relier Charlesville (Djokupunda) à Makumbi. Cette ligne Decauville fut construite par la Forminière entre mai 1923 et octobre 1926 et était en service jusqu'en 1955.
De Makumbi la rivière est à nouveau navigable jusqu’à au sud de Tshikapa. Une baleinière relie Tshikapa à Makumbi.